# Madona ve skalách
Madona ve skalách je obraz Leonarda da Vinci namalovaný ve dvou verzích. Obě verze jsou si navzájem velmi podobné, ale zároveň obsahují důležité odlišnosti. Nacházejí se v Paříži a Londýně.

## Muzeum v Louvru,Paříž(namalovaný 1483–86)
Tento obraz se všeobecně připisuje Leonardu da Vinci vzhledem k precizní práci štětcem, měkkému podání tváří, vlasů i drapérií, použití šerosvitu a kontrastu mezi světlem a tmou, které jsou tak charakteristické pro mnohé Leonardovy práce. Namaloval ho během svého milánskeho pobytu na dvoře vévody Lodovica Sforzy, kde dostal zakázku od bratrstva Neposkvrněného početí Panny Marie na oltář v kostele sv. Františka v Miláně. Tento obraz měl tvořit střední část triptychu.
Obraz se však zalíbil Ludovicu Sforzovi, a tak ho jednoduše zabavil[zdroj?]. Od roku 1625 byla Madona ve skalách majetkem francouzských králů a dnes se nachází v pařížském Louvru.

### Popis
Obraz zobrazuje Pannu Marii ve fantastické skalnaté krajině, jakési „jeskyni“ pročleněné dvěma výhledy do světlé skalnaté krajiny. Marie s klasicky krásnou tváří v modrém plášti vkleče objímá pravou rukou malého Jana Křtitele, levou žehná malému Ježíšovi. Jan má zbožně sepnuté ruce a klečí před Ježíšem na kolenou. Malý Ježíš mu žehná dvěma prsty. Vedle Ježíše, který jako nemluvně sedí na holé zemi, klečí anděl, který ho levou rukou podpírá a pravou ukazuje na Jana. Anděl s půvabnou dívčí tváří má zadumaný výraz s něžným podivným úsměvem.
Kompozice postav obrazu není pojata do trojúhelníku, jak bylo tehdy obvyklé, ale pyramidálně, tj. prostorově. Tento zájem o prostor je pro Leonarda typický. Postavy na svých obrazech komponuje v podstatě jako sochař komponuje volnou sochu. Tmavé pozadí s průhledy do krajiny pak vytváří v podstatě jakousi prostorovou jímku, do níž je skupina umístěna. Leonardo byl také první malíř, který ve svých obrazech použil sfumato – kouřmo. Pozadí obrazu je totiž namalováno neostře, jako by bylo zahalené jemným mlžným oparem. I touto technikou dociloval Leonardo ve svých obrazech prohloubení prostorové iluze.

### Ikonografie
Ikonografie obrazu je přísně katolická, symbolicky zdůrazňuje vztahy, které podle evangelií charakterizovaly jednotlivé zobrazené postavy. Marie zde jako Ježíšova matka a zároveň příbuzná Jana křtitele hraje roli ochránkyně, opatrovnice, což je zjevná narážka na katolické pojetí Panny Marie. Jan Křtitel Krista adoruje, neboť právě Kristus je spasitelem světa a tedy zdrojem požehnání. Vyjadřuje tak i svou podřízenost: „nejsem hoden ani rozvázat řemínek u jeho (tj. Kristově) obuvi“ (J 1,27). To vyjadřuje i Ježíšovo gesto žehnání, které je obvyklé například na byzantských zobrazeních Krista jako pantokratora – vládce světa a také na zobrazeních Madony s malým Ježíšem v náručí. Role anděla je především kompoziční, neboť účinně narušuje a obohacuje základní trojúhelník vztahů. Kromě toho zprostředkovává propojení děje s okolním světem, protože jako jediná postava hledí ven z obrazu. Gesto, jímž anděl ukazuje na Jana Křtitele, vyjadřuje Křtitelovu úlohu jako toho, který Krista předchází, jako „hlas volajícího na poušti“ (J 1,23). Krajina, ve které se výjev odehrává, je „nesličná a pustá“. To je zjevný poukaz na existenci a působení hříchu ve světě. To nejen podtrhuje vykupitelskou roli Ježíše Krista, ale také zdůrazňuje svatost a čistotu jednotlivých postav, především Panny Marie. Značně neobvyklé je zobrazení Křtitele a Krista jako malých dětí, které ovšem jednají jako dospělí lidé. Tímto způsobem je totiž zdůrazněna role Panny Marie, což souvisí i s osobami objednavatelů díla. Obraz proto musíme v podstatě chápat jako mariánský.

## Národní galerie,Londýn(namalovaný 1508)
Téměř identický obraz se nachází v Národní galerii v Londýně. Vznikl jako náhrada za Sforzou zabavený obraz. Téměř určitě nebyl tento obraz celý namalován Leonardem da Vinci, ale byl pod Leonardovým vedením buďto přímo vytvořen či alespoň dokončen jeho žákem Ambrogiem de Predis.
V době napoleonských válek byl obraz z Florencie odcizen a o asi 50 let později objeven v malém městečku v Rakousku. Předtím, než se v 19. století dostal do Národní galerie v Londýně, ho vlastnil jeden francouzský kupec.

## Rozdíly mezi oběma obrazy
Na první pohled je patrný odlišný kolorit obou děl. Zatímco pařížský obraz má teplý, zlatavý nádech, londýnský obraz je studenější, s větším podílem modré barvy a větším důrazem na lokální barvy. Při detailním pohledu je zřejmá i o něco nižší technická kvalita londýnského obrazu. Malířský rukopis je tvrdší, sušší, popisný, jakoby akademický a do jisté míry i nudný. Jeho autor daleko méně uplatňuje techniku sfumáta. Tváře postav jsou také zachyceny méně líbezně. Patrné je to především na tváři a tělíčku Ježíše, který je vysloveně nehezký.
Kompozice a ikonografie obrazu se příliš nemění. Rozdílů je několik. Postava Jana Křtitele je navíc opatřena obvyklým atributem hole ukončené křížem. Všechny postavy kromě anděla mají svatozáře v podobě tenkých lesklých prstenců. Anděl pravou rukou neukazuje na Jana Křtitele, ale přidržuje jí malého Ježíše a upírá na něj svůj pohled.
Především kompoziční a ikonografické změny způsobily, že londýnský obraz je méně rafinovaný a snadněji čitelný, v podstatě je konvenčnější. K tomuto závěru přispívá i popisnost a odlišné barevné podání. Výrazná je také ztráta očního kontaktu s andělem, který v první verzi hledí ven z obrazu směrem k předpokládaným divákům.

## Obraz Madona ve skalách v literatuře a filmu
Krátká povídka Poula Andersona Světlo (The Light) vyšla v březnu 1957 v časopisu Galaxy (česky v antologii Tunel do pozítří. Státní nakladatelství dětské knihy, Praha 1967) a líčí, jak posádka americké kosmické lodi Benjamin Franklin přistane na Měsíci a objeví tam cizí šlépěje a „podivné, mimopozemské světlo“, které vypravěč poprvé uviděl právě na obrazu Madona ve skalách.
Obraz hraje důležitou úlohu v ději známého románu Šifra mistra Leonarda, žádná ze spekulací se však nezakládá na pravdě. Dan Brown především zaměnil postavy Krista a Křtitele. Také interpretace andělova gesta je zcela originální a nemá jakoukoli oporu v díle samotném.